# 布雷克·谢尔顿
布雷克·托尔利森·谢尔顿（英語：Blake Tollison Shelton，1976年6月18日—）是一名美国乡村音乐男歌手和作曲人。2001年，他通过首张同名专辑《布雷克·谢尔顿》主打歌《Austin》一炮而红，蝉联公告牌榜首数周。
他的第二张、第三张专辑，即2003年发行的《The Dreamer》和2004年的《Blake Shelton's Barn＆Grill》，分别赢得黄金唱片和白金唱片荣誉。他于2007年的发表第四张专辑《Pure BS》，《Pure BS》于2008年再次发行，其中多包含了迈克尔·布伯雷的流行歌曲“家”作为附赠曲目。2008年11月发表第五张专辑《Startin' Fires》，2010年发表《Hillbilly Bone and All About Tonight》，2011年发表《Red River Blue》。他曾八次获得格莱美奖提名。
布雷克·谢尔顿近年来也常以评委身份出现在电视歌唱选秀节目中，如《美国之声》等。从2011年《美国之声》开播起，他至今参与了13季，他所带领的歌手拿下其中6季冠军（第2、3、4、7、11、13季）。
2011年2015年间，他与歌手米兰达·兰伯特有过一段婚姻。